# Joan Vila i Matabacas
Joan Vila i Matabacas (Aiguafreda, Osona, 1951) és empresari i va ser alcalde d'Aiguafreda del 1999 al 2007 i del 2011 al 2019.
Joan Vila és titulat superior en màrqueting i administració d'empreses. Besnet del també alcalde d'Aiguafreda Bonaventura Bassas i Aregall, del 1987 al 1991 va ser regidor de Sanitat de l'Ajuntament i s'ocupà de reorganitzar el sistema sanitari de la població i hi establí un servei de vigilància i emergències permanent al servei dels ciutadans. L'any 1995 tornà a l'Ajuntament com a primer tinent d'alcalde i regidor d'Obres i Urbanisme; en aquesta darrera qualitat maldà perquè s'urbanitzessin carrers del poble que encara eren de terra. El 1999 va anar de primer de llista de la candidatura de CiU com a independent. La llista va ser la més votada i es pactà una coalició que garantís un govern municipal estable (4.7.99). Es tornà a presentar el 2003 per les mateixes sigles, i aquest cop aconseguí la majoria absoluta. Plegà el 16 de juny del 2007, quan va ser rellevat per Jordi Sambola. L'obra de govern d'aquests mandats va estar marcada per la modernització d'Aiguafreda (urbanització continuada i asfaltat de carrers i places, renovació de voreres, potenciació de la neteja i la jardineria urbanes), i el foment de les associacions i de la participació ciutadana. També fou important l'inici de la canalització del riu Congost a l'altura de la vila i la signatura del conveni perquè l'antiga carretera N-152 fos convertida en una via urbana. Des del 2003 és membre del Consell Comarcal, vicepresident del Consorci de la Conca del Besòs i membre de la Junta de la Mancomunitat la Plana.